# Markus Dürr
Markus Dürr (* 1. Mai 1947 in Gams; heimatberechtigt in Gams und Malters) ist ein Schweizer Politiker (CVP). Von 1999 bis 2009 war er Regierungsrat des Kantons Luzern.

## Biografie
Dürr wurde geboren als eines von zwölf Kindern des Landwirts, Gastwirts und st.-gallischen CVP-Nationalrats Andreas Dürr. Er ist aufgewachsen in Gams, absolvierte an der Kantonsschule St. Gallen die Matura Typus C, studierte Tiermedizin an der Universität Bern und schloss mit Staatsexamen und Promotion ab. Seit 1977 wohnt er in Malters, wo er bis 1999 eine Tierarztpraxis für Gross- und Kleinvieh führte.
Von 1987 bis 1996 war Dürr Gemeindepräsident von Malters. Ab 1999 gehörte er dem Luzerner Regierungsrat an und  stand der Gesundheits- und Sozialdirektion vor. 2008 amtierte er als Regierungspräsident (vormals Schultheiss). Anfang Mai 2009 kündigte er seinen Rücktritt per Ende 2009 an. Aus der am 27. September 2009 vollzogenen Ersatzwahl ging Guido Graf als Dürrs Nachfolger hervor.
Von 2014 bis 2017 war Dürr Verwaltungsratspräsident der Schweizerischen Unfallversicherungsanstalt (Suva), er folgte auf Franz Steinegger, der in Pension ging.
Dürr ist verheiratet und hat vier Kinder.